# Aba, Nigeria
Aba är en stad i delstaten Abia i södra Nigeria. Staden ligger cirka 58 kilometer nordost om den viktiga staden Port Harcourt, vid floden Aba. Aba är indelad i de två distrikten Aba North och Aba South och hade 531 340 invånare vid folkräkningen 2006.
Aba var en traditionell marknadsstad för igbofolket innan britterna upprättade en militärförläggning på platsen 1901. Då järnvägen byggdes till Port Harcourt 1915, blev Aba en knutpunkt dit jordbruksprodukter såsom palmolja och -kärnor fraktades. Under 1930-talet växte Aba fram till ett regionalt industri- och handelscentrum; en ställning som staden alltjämt innehar. Närbelägna gasfält förser industrierna med elektricitet. I staden sker produktion av textilier, läkemedel, tvål, plast, skor och kosmetika. Aba hyser även destillerier och ett bryggeri. I staden finns det flera skolor för högre utbildning samt flera tekniska institut. Staden är berömd för sina konsthantverk.
Staden är en transportknutpunkt där vägar från Port Harcourt, Owerri, Umuahia, Ikot Ekpene och Ikot-Abasi möts.